# Norbert Szyperski
Norbert Szyperski (* 27. September 1931 in Berlin; † 17. Mai 2016 in Köln) war ein deutscher Betriebswirt, Wirtschaftsinformatiker und Manager. Er gilt als einer der Begründer der Wirtschaftsinformatik in Deutschland.

## Biografie
Nach seiner Promotion 1961 bei Erich Kosiol an der FU Berlin unter dem Titel „Zur Problematik der quantitativen Terminologie in der Betriebswirtschaftslehre“ erhielt Szyperski 1963 das Eisenhower-Austausch-Stipendium mit anschließender Forschungsreise in die USA als deutscher Vertreter des Eisenhower Exchange Fellowship-Programms, an die sich eine Gastprofessur an der University of Florida in Gainesville anschloss. Nach seiner Rückkehr und der Habilitation im Jahre 1969 in Köln („Wirtschaftliche Aspekte der Durchsetzung und Realisierung von Unternehmungsplänen. Ein Beitrag zur betriebswirtschaftlichen Analyse der Unternehmungspolitik“) nahm Szyperski 1970 einen Ruf der Universität zu Köln auf den Lehrstuhl für Allgemeine Betriebswirtschaftslehre und Betriebswirtschaftliche Planung an. Hier gründete er 1963 zusammen mit Erwin Grochla das „Betriebswirtschaftliche Institut für Organisation und Automation (BIFOA)“. Den Kölner Lehrstuhl hatte Szyperski bis 1981 inne.
Zuvor wurde Szyperski 1979 in den Aufsichtsrat der Gesellschaft für Mathematik und Datenverarbeitung berufen und übernahm 1981 den Vorstandsvorsitz dieser Forschungseinrichtung, deren Neuausrichtung von eher mathematisch-theoretischen auf anwendungsorientiert-ingenieurwissenschaftliche Forschungsfelder er vorantrieb. Der international merkliche Rückstand der deutschen Informatik und Informationstechnologie zu Beginn der 1980er Jahre veranlasste Szyperski, verstärkte internationale Zusammenarbeit, insbesondere mit den USA, anzustreben und dafür neue Formen einer Institutionalisierung zu finden, wie sich dies mit seiner Hilfe 1988 etwa im International Computer Science Institute in Berkeley realisieren ließ. Schon 1984 war Szyperski Gründungspräsident des Trägervereins für das Deutsche Forschungsnetz (DFN) geworden, wie auch Gründungspräsident des Förderkreises Gründungs-Forschung.
Szyperski wechselte 1986 von der Hochschule in die Industrie und wurde Geschäftsführer der Mannesmann-Kienzle GmbH. Die Universität zu Köln ernannte ihn im selben Jahr zum Honorarprofessor. Seit 1998 war Szyperski Vorsitzender des Sachverständigenrates im Programm EXIST, das Existenzgründungen aus der Wissenschaft fördert.
Er leitete bis vor seinem Tod die Betriebswirtschaftliche Forschungsgruppe Innovative Technologien an der Universität.
Über 20 Jahre, von 1971 bis Ende 1991, war Szyperski Herausgeber der führenden deutschen Fachzeitschrift Wirtschaftsinformatik.
Bis zu seinem Tode war Szyperski zusammen mit Niklaus Wirth Mitglied des Verwaltungsrates des Unternehmens Oberon microsystems.
Im Frühjahr 2003 gründete Szyperski die Sylter Runde – individuelle Gesprächskreise auf Sylt.
Szyperski war Kodirektor des BIFOA-Fördervereins an der Universität zu Köln. Er starb nach kurzer, schwerer Krankheit am 17. Mai 2016 in Köln.

## Forschung
Die Forschungs- und Arbeitsschwerpunkte von Szyperski lagen hauptsächlich in den Bereichen Unternehmensgründung, Gründungsökonomie, Unternehmensplanung und innovative Technologien.

## Auszeichnungen
- 1984: Verdienstkreuz 1. Klasse des Verdienstordens der Bundesrepublik Deutschland
- 1994: Ehrenpromotion der Johannes Kepler Universität Linz
- 2003: GI-Fellow der Gesellschaft für Informatik
- 2004: Großes Verdienstkreuz des Verdienstordens der Bundesrepublik Deutschland
- 2005: Innovationspreis des Netzes innovativer Bürgerinnen und Bürger NiBB
- Ehrenmitglied der Gesellschaft zur Förderung des Forschungstransfers (GFFT)[8]

## Werke (Auswahl)
- Zur Problematik der quantitativen Terminologie in der Betriebswirtschaftslehre. Berlin: Duncker & Humblot, 1962
- (mit Erwin Grochla): Information Systems and Organizational Structure. Walter de Gruyter, 1975
- (mit Klaus Nathusius): Information und Wirtschaft. Frankfurt: Campus-Verlag, 1975, ISBN 3-593-32084-3
- (mit Udo Winand): Grundbegriffe der Unternehmungsplanung. Stuttgart: Poeschel, 1980, ISBN 3-7910-9107-7
- Interpretative Strukturmodellierung (ISM). Braunschweig: Vieweg, 1983, ISBN 3-528-03597-8
- (mit Klaus Nathusius): Probleme der Unternehmungsgründung: Eine betriebswirtschaftliche Analyse unternehmerischer Startbedingungen. Lohmar: Eul, 1999, ISBN 3-89012-706-1